# 路易斯·卡洛斯·卡贝萨斯
路易斯·卡洛斯·卡贝萨斯（西班牙語：Luis Carlos Cabezas，1986年3月3日—），是一名哥伦比亚足球运动员，现在效力于中国足球超级联赛球队上海东亚。

## 俱乐部生涯
卡贝萨斯曾效力于科尔多瓦、卡利、莫纳加斯体育和佩雷拉等球队。2011年中国足球夏季转会中，卡贝萨斯和中国足球甲级联赛球队大连阿尔滨签约3年，以取代同胞埃迪森·查拉。他在2011赛季下半场中出场11次，打进6次，并和大连阿尔滨一起获得该赛季中甲联赛冠军，升级至中国足球超级联赛。在10月22日大连阿尔滨6比2击败湖南湘涛的比赛中，他一个人独中四元。
2012年1月20日，大连阿尔滨和中国足球甲级联赛球队上海东亚达成协议，互相租借一名球员，大连阿尔滨用卡贝萨斯换取上海东亚的坦桑尼亚裔中国后卫艾迪。卡贝萨斯在2012赛季出场27次，打进8球，连续两年帮助自己所在的球队获得中甲冠军。2013年2月20日，上海东亚宣布卡贝萨斯以自由转会的形式加盟球队，签约2年。
2014赛季，卡贝萨斯加盟湖南湘涛，在该赛季为球队打入15个进球。凭借这一出色表现，湘涛俱乐部与卡贝萨斯续约2年。

## 中国联赛出场纪录
最后更新：2014年11月7日
| 赛季 | 球队       | 联赛 | 联赛 | 联赛 | 足协杯 | 足协杯 | 中超杯 | 中超杯 | 亚冠 | 亚冠 | 总计 | 总计 |
| 赛季 | 球队       | 联赛 | 出场 | 进球 | 出场   | 进球   | 出场   | 进球   | 出场 | 进球 | 出场 | 进球 |
| ---- | ---------- | ---- | ---- | ---- | ------ | ------ | ------ | ------ | ---- | ---- | ---- | ---- |
| 2011 | 大连阿尔滨 | 中甲 | 11   | 6    | 0      | 0      | -      | -      | -    | -    | 11   | 6    |
| 2012 | 上海东亚   | 中甲 | 27   | 8    | 0      | 0      | -      | -      | -    | -    | 27   | 8    |
| 2013 | 上海东亚   | 中超 | 28   | 2    | 1      | 0      | -      | -      | -    | -    | 29   | 2    |
| 2014 | 湖南湘涛   | 中甲 | 29   | 15   | 1      | 0      | -      | -      | -    | -    | 29   | 15   |
| 总计 | 总计       | 总计 | 95   | 31   | 2      | 0      | 0      | 0      | 0    | 0    | 97   | 31   |

## 荣誉
大连阿尔滨
- 中国足球甲级联赛冠军：2011

上海东亚
- 中国足球甲级联赛冠军：2012